# Resolutie 476 Veiligheidsraad Verenigde Naties
Resolutie 476 van de Veiligheidsraad van de Verenigde Naties werd op 30 juni 1980 uitgevaardigd. Deze resolutie werd goedgekeurd door 14 voor-stemmen en één onthouding, van de Verenigde Staten, en verklaarde weer dat de bestuurlijke wijzigingen die Israël had doorgevoerd in Oost-Jeruzalem nietig waren en riep op deze terug te draaien.

## Achtergrond
Na de Arabisch-Israëlische Oorlog van 1948 was de stad Jeruzalem in tweeën gedeeld. Het moderne West-Jeruzalem was in Israëlische handen. Het oude deel van stad was veroverd en vervolgens geannexeerd door Jordanië. Tijdens de Zesdaagse Oorlog in juni 1967 veroverde Israël dit deel van de stad en begon het opnieuw in te palmen. Oost-Jeruzalem werd bestuurlijk samengevoegd met West-Jeruzalem. Vervolgens verschenen de Israëlische nederzettingen in de bezette gebieden, waaronder Oost-Jeruzalem, waaraan de Palestijnen steeds meer grondgebied verloren.
Op 24 mei 1980 had de Veiligheidsraad een brief ontvangen van Pakistan, dat op dat moment voorzitter van de Organisatie voor de Islamitische Conferentie (OIC) was. De OIC vroeg dat de Veiligheidsraad onmiddellijk bijeen zou komen nadat Israël Jeruzalem wilde annexeren en tot hoofdstad uitroepen.

## Inhoud
De Veiligheidsraad betreurde de volharding van Israël om het fysieke karakter, de demografische samenstelling en de institutionele staat van Jeruzalem te veranderen, en de wetten die hiervoor waren ingeleid in de Knesset. Israël bleef de resoluties van de Veiligheidsraad en de Algemene Vergadering naast zich neerleggen.
De door Israël als bezettingsmacht gestelde handelingen om de status van de stad te wijzigen waren nietig en vormden een schending van de Vierde Geneefse Conventie inzake de bescherming van burgers in oorlogstijd. Ook vormden ze een grote hindernis voor het bereiken van vrede in het Midden-Oosten. Israël werd dan ook dringend verzocht ervan af te zien.

## Verwante resoluties
- Resolutie 303 Algemene Vergadering Verenigde Naties (1949)
- Resolutie 267 Veiligheidsraad Verenigde Naties (1969)
- Resolutie 298 Veiligheidsraad Verenigde Naties (1971)
- Resolutie 478 Veiligheidsraad Verenigde Naties

Lijst ·  462 ·  463 ·  464 ·  465 ·  466 ·  467 ·  468 ·  469 ·  470 ·  471 ·  472 ·  473 ·  474 ·  475 ·  476 ·  477 ·  478 ·  479 ·  480 ·  481 ·  482 ·  483 ·  484